# Runic (Schiff, 1900)
Die Runic (II) war ein 1900 in Dienst gestelltes Passagierschiff der britischen Reederei White Star Line, das im Passagier- und Frachtverkehr von Großbritannien über Kapstadt nach Australien eingesetzt wurde. 1930 wurde sie verkauft und künftig unter dem Namen New Sevilla als Walfangschiff verwendet. 1940 wurde sie vor der Küste Nordirlands von einem deutschen U-Boot versenkt.

## Das Schiff
Das 12.482 BRT große aus Stahl gebaute Dampfschiff Runic wurde im Jahr 1899 bei der Belfaster Schiffswerft Harland & Wolff in Auftrag gegeben und lief dort am 25. Oktober 1900 vom Stapel. Sie war das Schwesterschiff der Suevic, die kurz nach ihr vom Stapel lief. Die beiden Dampfer waren eine leicht vergrößerte und verbesserte Ergänzung zu den drei Schwesterschiffen Afric, Medic und Persic, mit denen die White Star Line 1899 ihren Australienservice eröffnet hatte. Diese fünf Schiffe wurden inoffiziell als The Jubilee Class („Jubiläumsklasse“) bezeichnet, was die Vorfreude auf die nahende Jahrhundertwende reflektierte.

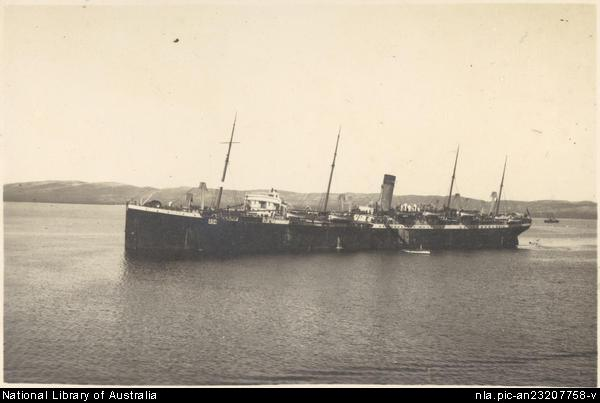
Die Runic im Hafen von Albany (1915)

Das 172,2 Meter lange und 19,3 Meter breite Schiff hatte drei Decks, einen Schornstein und vier Masten. Die Runic wurde mit zwei vierzylindrigen Vierfachexpansions-Dampfmaschinen von Harland & Wolff angetrieben, die auf zwei Propeller wirkten und 5.000 PSi leisteten. Die Höchstgeschwindigkeit lag bei 13,5 Knoten. Die Runic konnte 400 Passagiere in der Kabinenklasse befördern und verfügte über sieben Laderäume. Fracht und Gepäck konnten mit insgesamt 21 Ladebäumen verladen werden.
Am 22. Dezember 1900 wurde die Runic ihren Eignern übergeben und am 3. Januar 1901 lief sie in Liverpool zu ihrer Jungfernfahrt nach Sydney via Kapstadt, Albany, Adelaide und Melbourne aus. Am 25. November 1901 kollidierte die Runic mit der Dunottar Castle der Castle Line und nahm diese nach Dakar ins Schlepptau. Wie auch ihre Schwesterschiffe, stand die Runic zwischen 1917 und 1919 unter Kontrolle des Liner Requisition Scheme.
Am 3. November 1928 stieß das Schiff bei Gourock (Schottland) am Firth of Clyde mit dem auf einer Probefahrt befindlichen Schweren Kreuzer London zusammen. Am 26. September 1929 unternahm die Runic ihre letzte Fahrt für die White Star Line.

## Als Walfangschiff
Im Mai 1930 wurde die inzwischen veraltete Runic an den norwegischen Reeder Anders Jahre und seinen dänischen Partner A.P. Møller verkauft, die es zu einem Fischerei-Fabrikschiff umbauen wollten. Schließlich wurde es bei der Germaniawerft in Kiel in ein Walfang-Fabrikschiff umgebaut und unter dem Namen New Sevilla in den Dienst der A/S Sevilla, Tønsberg, gestellt. Durch die Umbauten erhöhte sich die Tonnage auf 13.801 BRT. Sie war damit der größte Umbau eines vorhandenen Schiffes zu einem Walfang-Fabrikschiff bis zur Indienststellung der Juri Dolgoruki 1960.

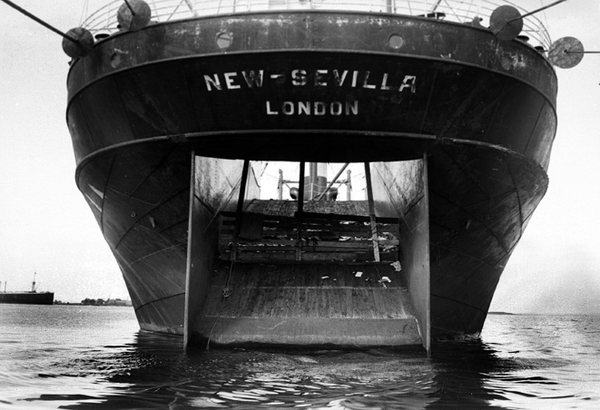
Die Runic als Walfänger New Sevilla

Die beiden Schwesterschiffe der Runic, Medic und Suevic, sowie die ähnliche Athenic waren in den beiden Jahren zuvor auch schon Walfangfabrikschiffen umgebaut worden und als britische Hektoria, sowie unter norwegischer Flagge als Skytteren und Pelagos bereits fertiggestellt worden. Zum Einsatz mit der New Sevilla wurden fünf neue Fangboote von 245 BRT bei der Werft Smith’s Dock in Middlesbrough mit den Baunummern 935 bis 939 gebaut, die die Namen Bouvet 1 bis 5 erhielten. Die Bouvet 5 ging schon am Ende der ersten Fangsaison im antarktischen Eis verloren. In der folgenden Saison kam die New Sevilla wie alle norwegischen Walfangfabriken nicht zum Einsatz.
1932 erwarb die Walfangreederei Christian Salvesen & Company mit Sitz in Leith bei Edinburgh wieder die Mehrheit der Gesellschaft, die sie schon von 1922 bis 1929 besessen hatte und das Schiff kam als Eigentum der Sevilla Whaling Company, London, mit ihren vier verbliebenen Walfängern unter die britische Flagge. Von 1932 bis 1939 wurde die New Sevilla von Salvesen zusammen mit deren Walfangmutterschiffen Salvestria (11.938 BRT, ex Cardiganshire) und Sourabaya (10.107 BRT, ex Carmarthenshire) im Südpolarmeer eingesetzt. Die vier Bouvet-Boote blieben bis zur Saison 1934/1935 alle bei der New Sevilla, nur die Bouvet 4 blieb bis zur letzten Fangsaison 1939/1940 bei ihrem Mutterschiff. Dazu kamen sehr ähnliche Walfänger aus dem Bestand der Reederei Salvesen, wie die Sevra, Svega, Stefa, Sluga, Sulla, Shusa, Sukha, Silja und Sirra.  Ab 1937 wurden mit der New Sevilla auch neue, größere Boote wie die Santa von 355 BRT, die Sondra von 433 BRT oder 1938 die beiden norwegischen Neubauten Sigfra und Simbra von 336 BRT eingesetzt. In allen acht Fangsaisonen vom Herbst 1932 bis zum Frühjahr 1940 war die New Sevilla mit sechs bis sieben Fangbooten im Einsatz. Zusätzlich jagte sie im Sommer 1937 mit sieben Fangbooten als einziges je dort eingesetztes Fabrikschiff im Nordmeer vor Norwegen vor allem Pottwale.

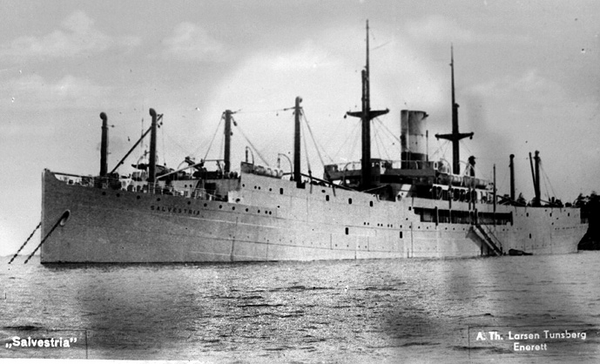
Das Fabrikschiff Salvestria
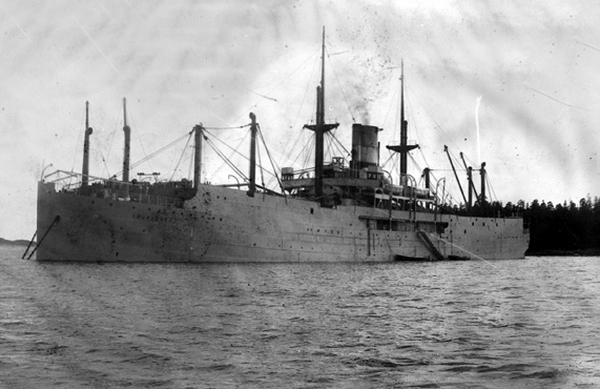
Das Fabrikschiff Sourabaya

Am 20. September 1940 befand sich die New Sevilla mit 284 Menschen an Bord unter dem Kommando von Kapitän Richard Black Chisholm in Ballast auf dem Weg von Liverpool über Aruba nach South Georgia, um an der Fangsaison teilzunehmen. Das Schiff sollte die Querung des Nordatlantiks im Verband des Konvois OB-216 mit 27 Schiffen durchführen.
Zwischen 21.20 Uhr und 21.26 Uhr am Abend des 20. September wurden 52 Seemeilen nordwestlich der Insel Rathlin vor der nordirischen Küste mehrere Torpedos auf den Konvoi gefeuert. Die Torpedos stammten von dem deutschen U-Boot U 138, das sich unter dem Kommando von Oberleutnant zur See Wolfgang Lüth auf seiner ersten Feindfahrt befand. Die Dampfer Boka, Empire Adventure und City of Simla sowie die New Sevilla wurden getroffen.
Das Schiff wurde ins Schlepptau genommen, sank aber am darauf folgenden Tag neun Meilen vor dem Mull of Kintyre auf der Position 55° 48′ N, 7° 22′ W. Zwei Menschen kamen ums Leben. Die Überlebenden wurden von der britischen Korvette Arabis der Flower-Klasse und dem isländischen Schlepper Belgaum übernommen und in Liverpool bzw. Belfast an Land gebracht. Die ehemalige Runic war das größte der von U 138 versenkten Schiffe.